# Borválaszút község
Borválaszút község (románul: Comuna Crucișor) község Szatmár megyében, Romániában. Központja Borválaszút, beosztott falvai Alsóhuta, Szelestyehuta.

## Népessége
A 2011-es népszámlálás adatai alapján a község népessége 2546 fő volt.